# Madenköy
Madenköy is een dorp in het Turks district İmranlı in de provincie Sivas. Het dorp Madenköy is gesticht door Zaza vluchtelingen uit Koyunuşağı (Mazgirt) en behoren tot de Koçgiri-stam. Het dorp ligt ongeveer 17 km ten noordoosten van de stad İmranlı en 115 km ten noordoosten van de stad Sivas.

## Bevolking
In het dorp wonen vooral alevitische Zaza, die oorspronkelijk uit Mazgirt komen en tot de Koçgiri-stam behoren. In de 21e eeuw leeft slechts een klein deel van de oorspronkelijke bevolking nog permanent in het dorp; de rest van de oorspronkelijke bevolking is naar West-Europa en naar grotere Turkse steden, zoals Istanboel en Ankara, geëmigreerd. 
| Jaar | Totaal | Mannen | Vrouwen |
| ---- | ------ | ------ | ------- |
| 2020 | 135    | 74     | 61      |
| 2012 | 167    | 86     | 81      |
| 2007 | 164    | 82     | 82      |
| 2000 | 285    |        |         |
| 1997 | 273    |        |         |
| 1985 | 800    |        |         |
| 1975 | 792    | 381    | 411     |
| 1960 | 794    | 368    | 426     |